# چوکوریورت (اسکیل)
چوکوریورت (به ترکی استانبولی: Çukuryurt) یک منطقهٔ مسکونی در ترکیه است که در اسکیل واقع شده‌است.